# Championnats d'Afrique de lutte 1984
Navigation
Édition précédente Édition suivante
Les Championnats d'Afrique de lutte 1984 se déroulent du 11 au 16 mai 1984 à Alexandrie, en Égypte. Seules des épreuves masculines de lutte libre et de lutte gréco-romaine sont disputées.

## Podiums

### Lutte libre
| Catégories | Or                              | Argent                   | Bronze                 |
| ---------- | ------------------------------- | ------------------------ | ---------------------- |
| 48 kg      | Aouad Abdelmalek (MAR)          | Gabalah Kamal (ALG)      | Lame Garba (NGA)       |
| 52 kg      | Abdelmonem Faraga (EGY)         | Bouhallouche Kecem (MAR) | Talla Diaw (SEN)       |
| 57 kg      | Ahmed Hessein (EGY)             | Houcine Hchaichi (ALG)   | Hanine Abdelilah (MAR) |
| 62 kg      | Osama Elsnvele (EGY)            | Elyas Hchaichi (ALG)     | Austine Atsie (NGA)    |
| 68 kg      | Hossam Mossad Saleh Eldin (EGY) | Amane Said (ALG)         | Souaken Said (MAR)     |
| 74 kg      | Selou Alouane (NGA)             | Med Abdelsatar (EGY)     | Rachid Halafi (ALG)    |
| 82 kg      | M.H. Alachram (EGY)             | Kally Agogo (NGA)        | Abdallah Attar (MAR)   |
| 90 kg      | Macauley Appah (NGA)            | Zouhir (TUN)             | Amadou Katy Diop (SEN) |
| 100 kg     | Jabeur Dridi (TUN)              | Rada Eltatawuy (EGY)     | Jamal Lebbardi (MAR)   |
| + 100 kg   | Mamadou Sakho (SEN)             | Habib B. Cheikh (TUN)    | Christophe (NGA)       |

### Lutte gréco-romaine
| Catégories | Or                      | Argent                  | Bronze                   |
| ---------- | ----------------------- | ----------------------- | ------------------------ |
| 48 kg      | Aouad Abdelmalek (MAR)  | Salah Iddine (EGY)      | Ali Tlili (TUN)          |
| 52 kg      | Chikhi Bachir (ALG)     | Imad Iddine (EGY)       | Kacem Bouallouche (MAR)  |
| 57 kg      | Ali Lachkar (MAR)       | Abdellatif (EGY)        | Abdelkader Bahloul (TUN) |
| 62 kg      | Salim Hilmi (EGY)       | Ibrahim Lokhsairi (MAR) | Nagmani (ALG)            |
| 68 kg      | Souaken Said (MAR)      | Chaelan (EGY)           | Akli (ALG)               |
| 74 kg      | Mohamed Talaba (EGY)    | Tahir Abdelaziz (MAR)   | Mounji Boucetta (TUN)    |
| 82 kg      | Mohamed El-Ashram (EGY) | Badou Fatih (ALG)       | Abdallah Attar (MAR)     |
| 90 kg      | Kamal Abdou (EGY)       | Saba Mbraz (SEN)        | Zouhir (TUN)             |
| 100 kg     | Jabeur Dridi (TUN)      | Abou Samra (EGY)        | Bounama Touré (SEN)      |
| + 100 kg   | Hassan Haddad (EGY)     | Mamadou Sakho (SEN)     | Biyen Chikh (TUN)        |